# Adolf Rubin
Adolf Rubin (* 15. Dezember 1890 in Emmendingen bei Freiburg im Breisgau; † 1. Juni 1977 in Saarbrücken) war ein deutscher Ingenieur, Seilbahnpionier und Erfinder.

## Leben
Adolf Rubin war ein Sohn von Adolf Rubin, Mühlenbesitzer, und Elise Gaiser, Hausfrau. Er verbrachte seine Kindheit in Emmendingen und besuchte die Oberrealschule in Freiburg im Breisgau. Er studierte von 1910 bis 1915 Maschinenwesen an der badischen technischen Hochschule Fridericiana zu Karlsruhe (heute KIT), wo er den Grad des Diplom-Ingenieurs erreichte. 1913 arbeitete er als Praktikant in der Maschinenfabrik Augsburg-Nürnberg AG (MAN). Während seines Studiums an der Technischen Hochschule spezialisierte er sich bereits auf Hebe- und Transportmaschinen sowie Verladeanlagen. Er promovierte mit einer Arbeit über die Untersuchung über die Steifigkeit von Kran- und Aufzugseilen.
Von 1914 bis 1916 war er Assistent bei Geheimrat Renoit. 1916 übernahm er die Leitung der Versuchsabteilung Luftschiffbau bei der Firma Schütte-Lanz in Mannheim. 1923 wurde er zum Oberingenieur. 1926 war er maßgeblich an der Entwicklung und Umsetzung der ersten vollkommen für Personen konstruierten Luftseilbahn, Bauart Bleichert-Zuegg, an der Zugspitze, beteiligt.
Von 1927 bis 1930 war er Professor für Hebe- und Transportanlagen an der Technischen Hochschule Danzig. 1928 war er an der Pionierarbeit beim Bau der Staumauer Spitallamm führend beteiligt, durch den besonderen Einsatz von Kabelkranen zur Gussbetonförderung. So konnten in wenigen Monaten 340.000 m³ Beton zur Staumauer des Grimselsees eingesetzt werden.
1930 wurde Rubin von Adolf-Bleichert & Co AG, später Bleichert-Transportanlagen GmbH in den Vorstand gerufen. Er war zu dem Zeitpunkt bereits international anerkannter Fachmann für Kabelkrane. 1935 war er an der Entwicklung und Umsetzung der Luftseilbahn Schwägalp–Säntis beteiligt. Mit Seilneigungen bis zu 97 % und nur drei Stützen, bei 1122 Metern Höhenunterschied und 2168 Metern Länge, war die Bahn zu dem damaligen Zeitpunkt eine der kühnsten Anlagen weltweit.
Ab 1949 arbeitete er für die Gesellschaft für Förderanlagen Ernst Heckel / Felten & Guilleaume. 1962 fusionierten diese wiederum und wurden zu Pohlig-Heckel-Bleichert Vereinigte Maschinenfabrik AG mit Sitz in Köln.
1961 wurde ihm der Titel des Honorarprofessors der Universität des Saarlandes überreicht.
An folgenden Schwebeseilbahnen hat Rubin mitgewirkt:
- 1926: Zugspitze, 2962 m ü. M.
- 1928: Predigtstuhlbahn, Bad Reichenhall, mit einem Höhenunterschied von ca. 1150 m und einer Seillänge von ca. 2500 m
- 1934: Grenoble, mit einem Höhenunterschied von 265 m und einer Seillänge von ca. 670 m
- 1935: Säntis, 2502 m ü. M.
- Aiguille de Midi in Chamonix, 3846 m ü. M.
- Eibsee – Zugspitze, System Heckel, mit einem Höhenunterschied von 1950 m und einer Seillänge von 4452 m